# رهاده
رهاده (به آلمانی: Rhade) یک شهر در آلمان است که در Selsingen واقع شده‌است. رهاده ۱٬۱۵۲ نفر جمعیت دارد.